# ستيف كنوتسون
ستيف كنوتسون (بالإنجليزية: Steve Knutson)‏ هو لاعب كرة قدم أمريكية أمريكي، ولد في 5 أكتوبر 1951 في باغلي في الولايات المتحدة.